# Europees Nederland
Europees Nederland is het deel van Nederland dat in Europa gelegen is. De aanduiding wordt door Nederlandse overheidsinstanties gebruikt ter onderscheid met Caribisch Nederland dat in het Caribisch gebied ligt, aan de overzijde van de Atlantische Oceaan.
In wetgeving staat meestal de iets langere omschrijving het Europese deel van Nederland.

## Status
Lange tijd was Nederland exact gelijk aan het Europese deel van het Koninkrijk der Nederlanden. De Nederlandse grondwet was alleen van toepassing op dit gebied. De voormalige Nederlandse koloniën, waaronder de Nederlandse Antillen, waren halverwege de twintigste eeuw afzonderlijke landen binnen het koninkrijk geworden, formeel naast Nederland staande. In verdragen en daarvan afgeleide regelingen werd en wordt soms ook de aanduiding Europees grondgebied van het Koninkrijk der Nederlanden gebruikt om aan te geven dat de regeling alleen betrekking had op (Europees) Nederland.
Sinds 10 oktober 2010 maken Bonaire, Sint Eustatius en Saba (de 'BES-eilanden', voorheen onderdeel van de Nederlandse Antillen) deel uit van het land Nederland binnen het Koninkrijk. Op de drie eilanden geldt echter (voorlopig) eigen wet- en regelgeving; er wordt geleidelijke invoering van de Nederlandse wet- en regelgeving nagestreefd, maar er zijn ook specifieke regels ingevoerd met het oog op de afwijkende omstandigheden op de eilanden. Vandaar dat er een term nodig is, waarmee onderscheid gemaakt kan worden tussen de twee verschillende rechtsorden binnen het Nederlandse staatsbestel. Ook wordt de term gebruikt in andere situaties waarin het belangrijk is onderscheid te maken. Zo is de Vaalserberg niet het hoogste punt van Nederland maar van Europees Nederland.
In sommige verzekeringspolissen wordt 'Nederland' gedefinieerd als Europees Nederland.

## Vergelijkbare termen in andere landen
- In Frankrijk wordt de term France métropolitaine of kortweg Métropole gebruikt om Europees Frankrijk aan te duiden, zonder de Franse overzeese gebieden. De Métropole bestaat uit het vasteland van Frankrijk (de 'Hexagone' of zeshoek) plus Corsica.
- In Spanje dient de term España peninsular ("schiereiland-Spanje") om het deel van Spanje op het vasteland van Europa aan te duiden, zonder de Balearen, de Canarische eilanden en de betwiste Plazas de soberanía voor de kust van Marokko.
- In Portugal wordt de term Portugal Continental (continentaal Portugal) gebruikt voor het Portugees grondgebied op het Iberisch schiereiland (dus zonder de Azoren en Madeira).